# انقلاب 13 مايو 1958
تُشير أزمة مايو 1958 أو انقلاب الثالث عشر من مايو) إلى الأزمة السياسية التي حدثت في فرنسا خلال الاضطرابات التي صاحبت حرب الاستقلال الجزائرية وأدت إلى عودة شارل ديغول إلى مسؤولياته السياسية بعد اثني عشر عامًا من الغياب. بدأ الأمر كمحاولة انقلاب بواسطة الضابط بيير لاجيارد بالإضافة إلى الجنرال الفرنسي راؤول سالان وإدموند جوهاد وجون جراسيو، والأميرال أوبوينو، بدعم من الجنرال جاك ماسو قائد الفرقة العاشرة المظلية وحلفاء جاك سوستيل من النشطاء.

## السياق
عملت الأزمات المتكررة التي شهدها مجلس الوزراء على تسليط الضوء على حالة عدم الاستقرار المتأزمة التي اتسمت بها الجمهورية الرابعة وزادت من شكوك الجيش والمستعمرين من أن سياسات الحزب تعمل على تقويض الأمن في الجزائر (التي أصبحت فيما بعد جزءًا من فرنسا). واستاء قادة الجيش مما وصفوه بأنه عدم كفاية أو كفاءة الدعم الحكومي للجهود العسكرية. وساد الشعور بأن كارثة أخرى مثل كارثة سقوط الهند الصينية في عام 1954 تلوح في الأفق وأن الحكومة الفرنسية ستأمر مرة أخرى بالانسحاب السريع وتُضحي بالشرف الفرنسي مقابل الحفاظ على مصالحها السياسية. ورأى الكثيرون في بطل الحرب شارل ديجول، الذي لم يتقلد أي منصب منذ عام 1946، الشخصية العامة الوحيدة القادرة على جمع الشعب وتوجيه الحكومة الفرنسية.

## الانقلاب
عقب الفترة التي قضاها كحاكم عام، عاد جاك سوستيل إلى فرنسا لتنظيم الجهود الداعمة لعودة شارل ديجول إلى الحكم مع الاحتفاظ بروابط وثيقة مع الجيش والمستوطنين. ومع بداية عام 1958، نظَّم جاك سوستيل انقلابًا عسكريًا يجمع بين ضباط الجيش المنشقين والمسؤولين الاستعماريين وأنصار الحركة الديجولية. وتشكَّل مجلس عسكري بقيادة جاك ماسو واستولى على الحكم في الجزائر في ليلة الثالث عشر من مايو. تولى الجنرال سالان رئاسة لجنة السلامة العامة التي تشكَّلت لتحل محل السلطة المدنية وشددَّت على مطالب المجلس العسكري بتسمية شارل ديجول من قِبل الرئيس الفرنسي رينيه كوتي ليكون رئيسًا لحكومة وحدة وطنية ذات صلاحيات استثنائية للحيلولة دون «التنازل عن الجزائر.» وأعلن سالان في الإذاعة أن الجيش قد «تولى المسؤولية بشكل مؤقت عن مصير الجزائر الفرنسية». وتحت ضغط من ماسو، هتف سالان بحياة ديجول! من شرفة المبنى العام للحكومة الجزائرية في الخامس عشر من مايو. ورد ديجول بعد يومين قائلاً أنه على استعداد «لتولي حكم الجمهورية». مما أثار قلق الكثيرين حيث رأوا في هذا الجواب دعمًا للجيش.
وفي المؤتمر الصحفي الذي عُقد في التاسع عشر من مايو، أكد ديجول مرة أخرى أنه يضع نفسه تحت إمرة بلاده. وعندما أثار أحد الصحفيين نقطة مخاوف البعض من أن ديجول قد ينتهك الحريات المدنية، رد عليه ديجول بلهجة شديدة قائلاً:
وهل سبق لي أن فعلت ذلك؟ بل، على العكس تمامًا، سبق وأن قمت بأعادة تأسيس الحريات المدنية عندما لم يكن لها وجود. فهل يُعقل أن أقوم، في سن السابعة والستين ببدء حياة ديكتاتور؟
في الرابع والعشرين من مايو، هبطت فرق المظلات الفرنسية التابعة للفيلق الجزائري في كورسيكا بالطائرة، واستولت على الجزيرة الفرنسية بدون إراقة أي دماء فيما عُرف باسم «عملية كورس.» وبعدها، تمت تحضيرات في الجزائر لما عُرف باسم «عملية البعث» التي كان من أهدافها الاستيلاء على باريس والإطاحة بالحكومة الفرنسية من خلال استخدام فرق المظلات والقوات المدرعة الموجودة في رامبوييه.
كان من المقرر تنفيذ «عملية البعث» في حال حدوث أحد السيناريوهات الثلاثة التالية: إذا لم يوافق البرلمان على تعيين ديجول قائدًا لفرنسا، أو إذا طلب ديجول دعمًا عسكريًا لتولي السلطة، أو إذا بدا أن القوى الشيوعية تتخذ أية خطوات للاستيلاء على السلطة في فرنسا.
كان هناك اتفاق بين القادة السياسيين من مختلف القوى على دعم عودة الجنرال ديجول إلى الحكم، باستثناء فرانسوا ميتران الذي كان وزيرًا في حكومة جي موليه الاشتراكية وبيير منديس فرانس (الشاب التركي المنتمي إلى الحزب الراديكالي الاشتراكي، الذي شغل منصب رئيس للوزراء في فترة سابقة) وآلان سافاري (الذي كان عضوًا في الفرع الفرنسي للمنظمة العمالية الدولية (SFIO))والحزب الشيوعي وغيرهم. ونُقل عن الفيلسوف جان بول سارتر، الكاتب الوجودي المشهور، أنه قال «أفضّل أن أصوِّت للرب». ولاحقًا في عام 1960، قام كل من منديس فرانس وآلان سافاري، اللذين عارضا ديجول على الرغم من دعم حزبيهما له، معًا بتكوين الحزب الاشتراكي المستقل (PSA)، الذي سبق الحزب الاشتراكي الموحد (PSU).

## عودة شارل ديجول إلى السلطة (29 مايو 1958)
في التاسع والعشرين من مايو، ناشد الرئيس الفرنسي رينيه كوتي «رجل الدولة الأبرز في فرنسا» لأن يكون آخر رئيس للوزراء في الجمهورية الرابعة، وذلك قبل أربع عشرة ساعة من الموعد المقرر لبدء عملية البعث. وبالفعل قبل ديجول عرض كوتى ولكنه وضع شرطًا مسبقًا مفاده أن يتم وضع دستور جديد للبلاد يُنشئ نظامًا رئاسيًا قويًا يتكون من سلطة تنفيذية واحدة يكون هو على رأسها وتحكم لمدة سبع سنوات. كما وضع شرطًا آخر هو أن يُعطى صلاحيات استثنائية لمدة ستة شهور.
وافقت الجمعية الوطنية على حكومة ديجول الجديدة في الأول من يونيو عام 1958 بإجمالي 329 صوتًا في مقابل 224 صوتًا رفض تشكيل الحكومة، وفي نفس الوقت مُنح ديجول صلاحية الحكم بالمراسيم لمدة ستة شهور فضلاً عن مهمة صياغة الدستور الجديد.
أشارت أزمة مايو من عام 1958 إلى أن الجمهورية الرابعة بحلول عام 1958 لم تعد تحظى بدعم الجيش الفرنسي في الجزائر وأنها كانت تحت رحمته حتى في المسائل السياسية المدنية. كان هذا التحول الحاسم في موازين القوى في العلاقات المدنية العسكرية في فرنسا عام 1958 والتهديد باستخدام القوة هو العامل المباشر وراء رجوع شارل ديجول إلى الحكم في فرنسا.

## الدستور الجديد
حمل ديجول مؤسسات الجمهورية الرابعة المسؤولية عن الضعف السياسي في فرنسا، وهي القراءة الديجولية التي لا تزال تحظى بشعبية إلى اليوم. نظرًا لأن ديجول كان هو المكلف بوضع الدستور الجديد وكان مسؤولاً عن إطاره الشامل، يُوصف ديجول أحيانًا بأنه كاتب الدستور، على الرغم من أن صياغة الدستور تمت في صيف 1958 وقام بصياغته رئيس الوزراء الديجولي ميشال دوبريه. تبنت مسودة الدستور الاقتراحات التي جاءت في خطاب بايو في عام 1946، الخاصة بإنشاء سلطة تنفيذية قوية ونظام رئاسي؛ يكون فيه الرئيس مسؤولاً عن إدارة مجلس الوزراء، كذلك تبنت مسودة الدستور المادة 16 التي تُعطي لرئيس الجمهورية «صلاحيات استثنائية» في حال إعلان حالة الطوارئ وتبنت كذلك نظام التشريع الثنائي.
على الرغم من تأييد معظم السياسيين لديجول، إلا أن فرانسوا ميتران، الذي عارض الدستور الجديد، ندد «بالانقلاب العسكري الدائم» في واقعة شهيرة عام 1964. وفي الثامن والعشرين من سبتمبر عام 1958، تم إجراء استفتاء وأيد 79.2% ممن قاموا بالتصويت الدستور الجديد وإنشاء الجمهورية الخامسة. وأعُطيت المستعمرات (كانت الجزائر رسميًا عبارة عن ثلاثة أقاليم فرنسية، وليس مستعمرة) الخيار بين الاستقلال الفوري وبين الدستور الجديد. وصوتت جميع المستعمرات لصالح الدستور الجديد واستبدال الاتحاد الفرنسي بـالمجتمع الفرنسي، باستثناء غينيا التي أصبحت بذلك أول مستعمرة فرنسية في إفريقيا تحصل على الاستقلال على حساب الوقف الفوري لجميع المساعدات الفرنسية.
وتم انتخاب ديجول رئيسًا للجمهورية الفرنسية والمجتمع الإفريقي ومدغشقر في الحادي والعشرين من ديسمبر عام 1958 عن طريق الاقتراع غير المباشر. وتسلم ديجول صلاحياته في الثامن من يناير عام 1959. وفي هذه الأثناء، كان ديجول قد التقى بالمستشار الألماني كونراد أديناور في الرابع عشر من سبتمبر عام 1958؛ وأرسل مذكرة للرئيس الأمريكي دوايت أيزنهاور في السابع عشر من سبتمبر عام 1958، مذكرًا إياه برغبته في الاستقلال الوطني؛ كما اتخذ ديجول تدابير مالية في السابع والعشرين من ديسمبر عام 1958 لتقليل عجز الدولة. وفي الجزائر، دعا ديجول إلى مشروع «سلم الشجعان» (paix des braves) في أكتوبر من عام 1958.

## حواشٍ
1. ↑  French: « prêt à assumer les pouvoirs de la République »
2. ↑  Crozier، Brian (يوليو 1960). "France and Algeria". International Affairs. Blackwell Publishing. ج. 36 ع. 3: p. 310. DOI:10.2307/2610008. JSTOR:2610008. {{استشهاد بدورية محكمة}}: |صفحات= يحوي نصًّا زائدًا (مساعدة) والوسيط author-name-list parameters تكرر أكثر من مرة (مساعدة)
3. ↑  Charles De Gaulle (16 يونيو 1946). "Discours de Bayeux [Speech of Bayeux]". charles-de-gaulle.org. مؤرشف من الأصل في 2017-05-20. (بالفرنسية)
4. ↑  See the debates during the July Monarchy and the Bourbon Restoration concerning the role of the King and the role of the President of the Council
5. ↑  François Mitterrand, Le Coup d'Etat permanent, 1964

## كتابات أخرى
- Michel Winock, La fièvre hexagonale: les grandes crises politiques 1871-1968 (Seuil, Points-Histoire, new edition 1999) (ردمك 978-2-02-028516-2)